# Chiostro degli Aranci

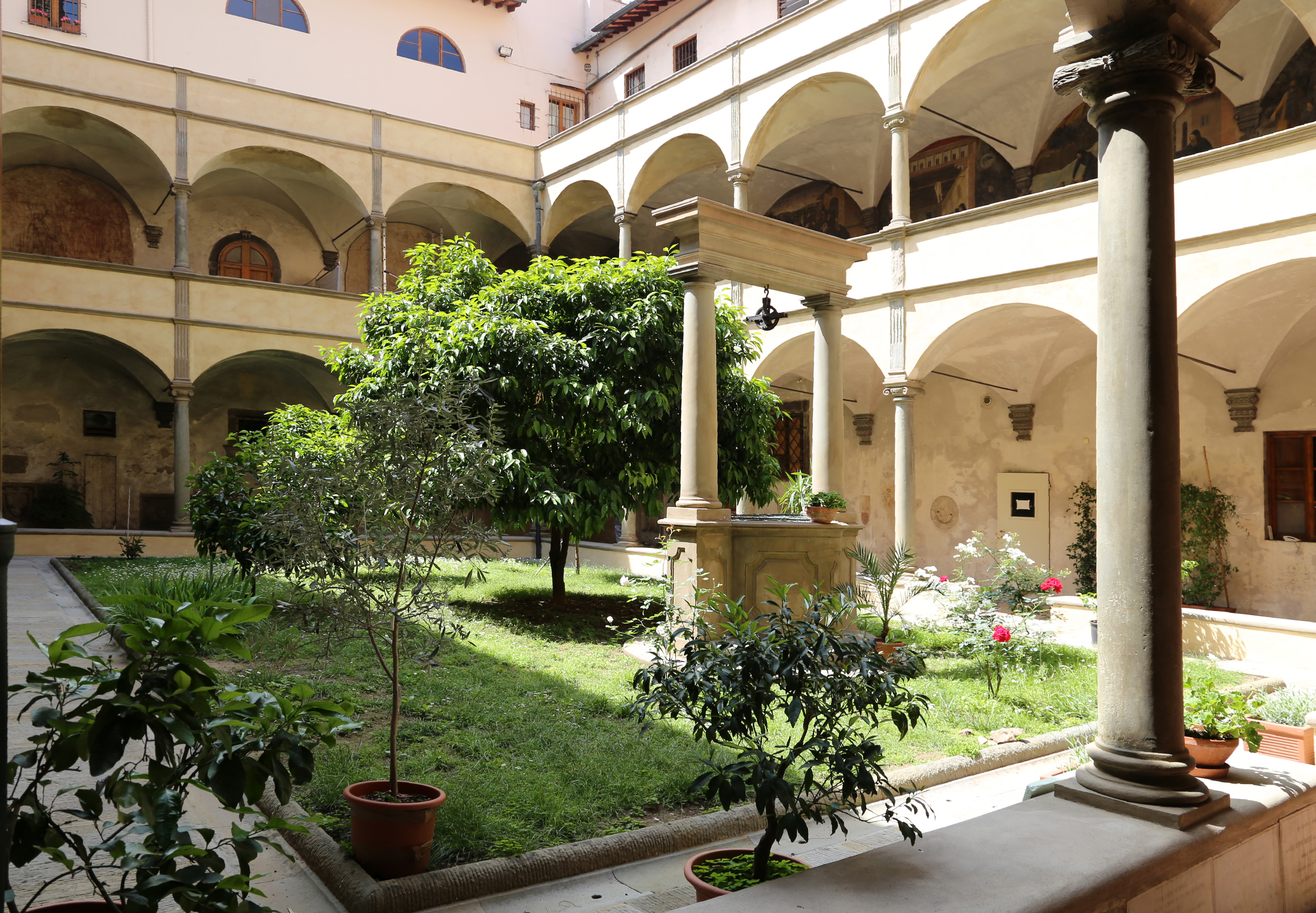
Il chiostro degli Aranci

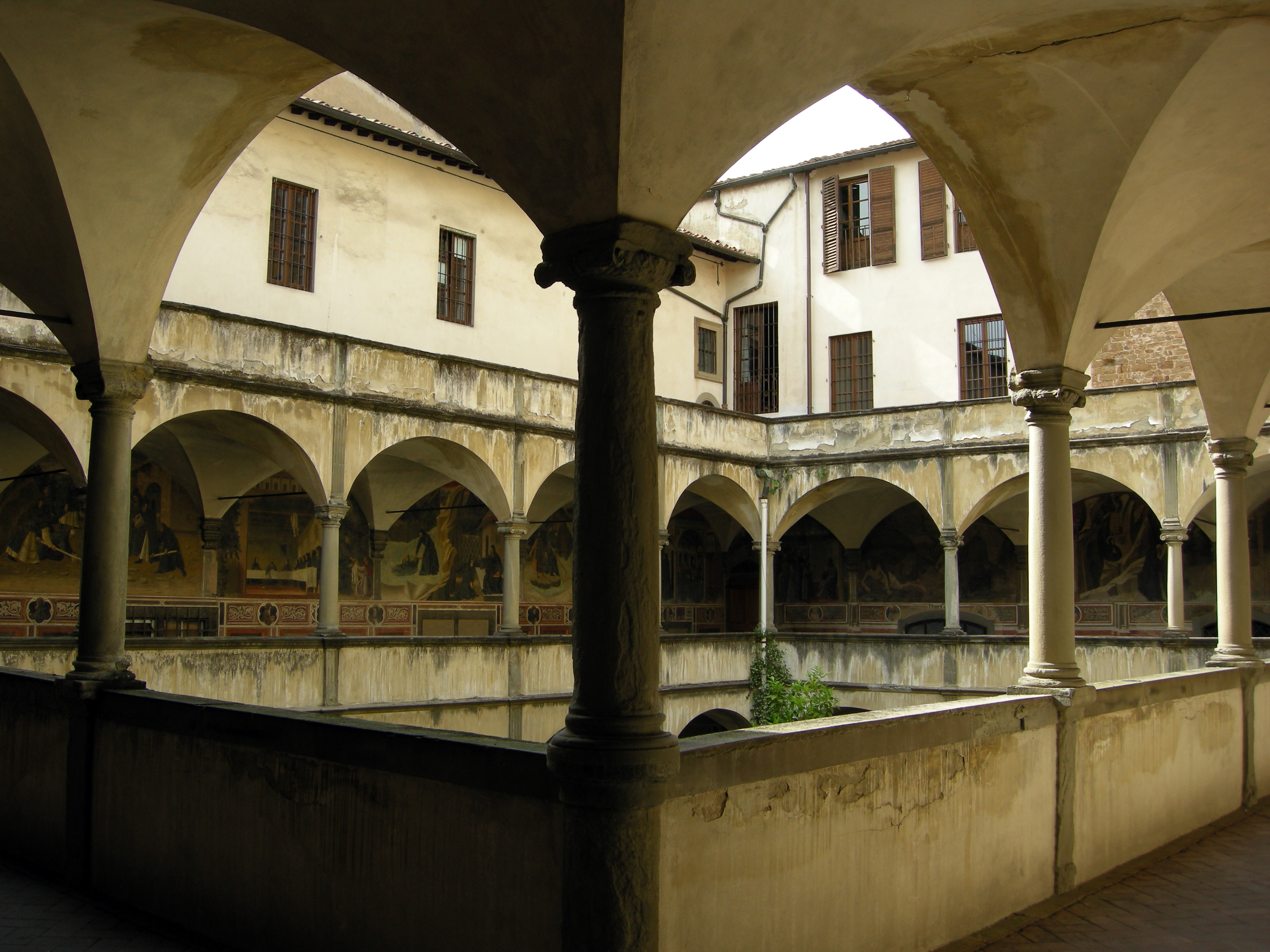
La galleria superiore

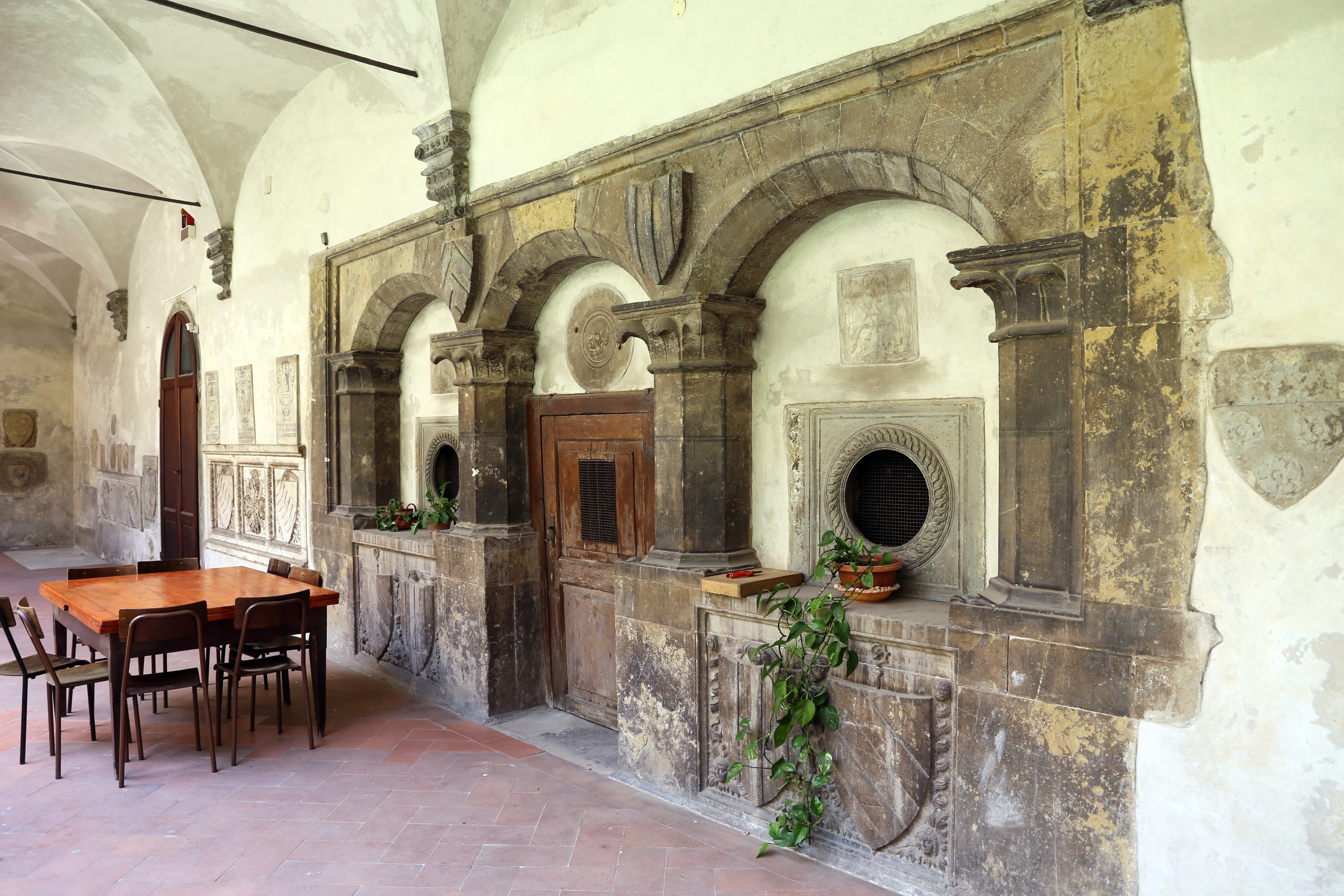
L'ingresso dell'antica sala capitolare

Il chiostro degli Aranci si trova nella badia Fiorentina a Firenze. 

## Storia
Il chiostro fu costruito tra il 1432 e il 1438 da Bernardo Rossellino per volere del fiorentino Filippo di ser Ugolino Pieruzzi (figlio di un notaio che, come molti, gravitava in questa zona). Nel 1439 i padri della Chiesa orientale in visita al concilio di Firenze fecero dono di una rara pianta d'arancio, agrume esotico per la Toscana, che qui fu piantato e coltivato con successo finendo per dare il nome all'intero chiostro.
Il chiostro fu restaurato dall'architetto Giuseppe Castellucci nel 1921.

## Descrizione
Di forma quadrangolare, è formato da due porticati sovrapposti, con archi ribassati (tre sui lati brevi e cinque su quelli maggiori). I due piani sono contrassegnati da cornici marcapiano e lesene verticali in corrispondenza delle colonnine in pietra serena con capitelli ionici. Al centro si trova un pozzo coevo. 
Il piano inferiore, dove si trova l'ingresso all'antica sala capitolare, è decorato da memorie, iscrizioni e lapidi, oltre che da frammenti architettonici.
Al piano superiore, sui lati settentrionale e meridionale, si trova sulle pareti un ciclo di affreschi con le Storie di san Benedetto, tradizionalmente riferito a un "Maestro del chiostro degli Aranci", pittore tra l'Angelico e Filippo Lippi, che attinse per l'iconografia a esempi quali la sagrestia di San Miniato al Monte, di Spinello Aretino. Ricerche d'archivio hanno trovato poi il nome del portoghese Giovanni di Consalvo, documentato nel libro dei creditori del monastero dal 1436 al 1439: dopotutto sarebbe un compatriota dell'allora abate Gomezio (Gomez). 
A destra dell'accesso dalla chiesa si trova la tomba con busto di Francesco Valori; dall'angolo successivo ha inizio la lettura delle scene. 
1. Benedetto giovane parte per Roma
2. Benedetto aggiusta miracolosamente il vaglio della nutrice con le preghiere
3. Benedetto riceve l'abito monastico da Romano, che lo assiste a Subiaco; un angelo appare a un sacerdote che mangia il pasto pasquale e lo rimprovera
4. Benedetto si rotola nudo in un cespuglio di rovi per vincere la tentazione
5. Benedetto spezza un bicchiere avvelenato (qui tra i monaci uno calvo e sorridente ammicca verso lo spettatore, ed ha sopra di sé la sigla I.M., possibile autoritratto del pittore)
6. Benedetto libera un monaco dal diavolo battendolo con un bastone
7. Benedetto recupera miracolosamente un falcetto da lavoro caduto in un lago
8. Benedetto invia Mauro a salvare il monaco Placido caduto in un lago mentre attingeva l'acqua
9. Prete Fiorenzo offre a san Benedetto un pane avvelenato, ma appare un corvo che lo prende prima che il santo lo consumi
10. Benedetto allontana un diavolo che impediva ai monaci di sollevare una pietra durante la costruzione dell'abbazia di Montecassino
11. Benedetto resuscita un giovane monaco su cui era crollato un muro durante i lavori all'abbazia
12. Benedetto riconosce lo scudiero di Totila mascherato da re, inviatogli per accertarsi dei suoi poteri

Delle dodici lunette superstiti, una sola non è attribuibile alla stessa mano di tutte le altre: si tratta della quarta, raffigurante Benedetto che si rotola nudo in un cespuglio di rovi per vincere la tentazione. Questo dipinto differisce dagli altri per tecnica (si tratta di una tela applicata a intonaco) e per stile, essendo stata realizzata quasi un secolo dopo rispetto alle altre; esso sostituisce un affresco con lo stesso soggetto, probabilmente poiché raffigurava il demonio nella forma di una donna discinta, sostituita nel rifacimento da un uccello nero. La lunetta è tradizionalmente attribuita a Agnolo Bronzino.
Negli anni '70 del XX secolo gli affreschi sono stati restaurati e staccati dalle loro sinopie per favorirne la conservazione; le sinopie di sei lunette sono state poi collocate lungo i muri del chiostro, mentre le altre sei sono conservati nei depositi della soprintendenza. I restanti affreschi sono andati perduti.
Dal chiostro degli Aranci si può vedere la torre campanaria esagonale, con bifore romaniche del Trecento, il cornicione e la cuspide della Badia Fiorentina.

## Galleria d'immagini

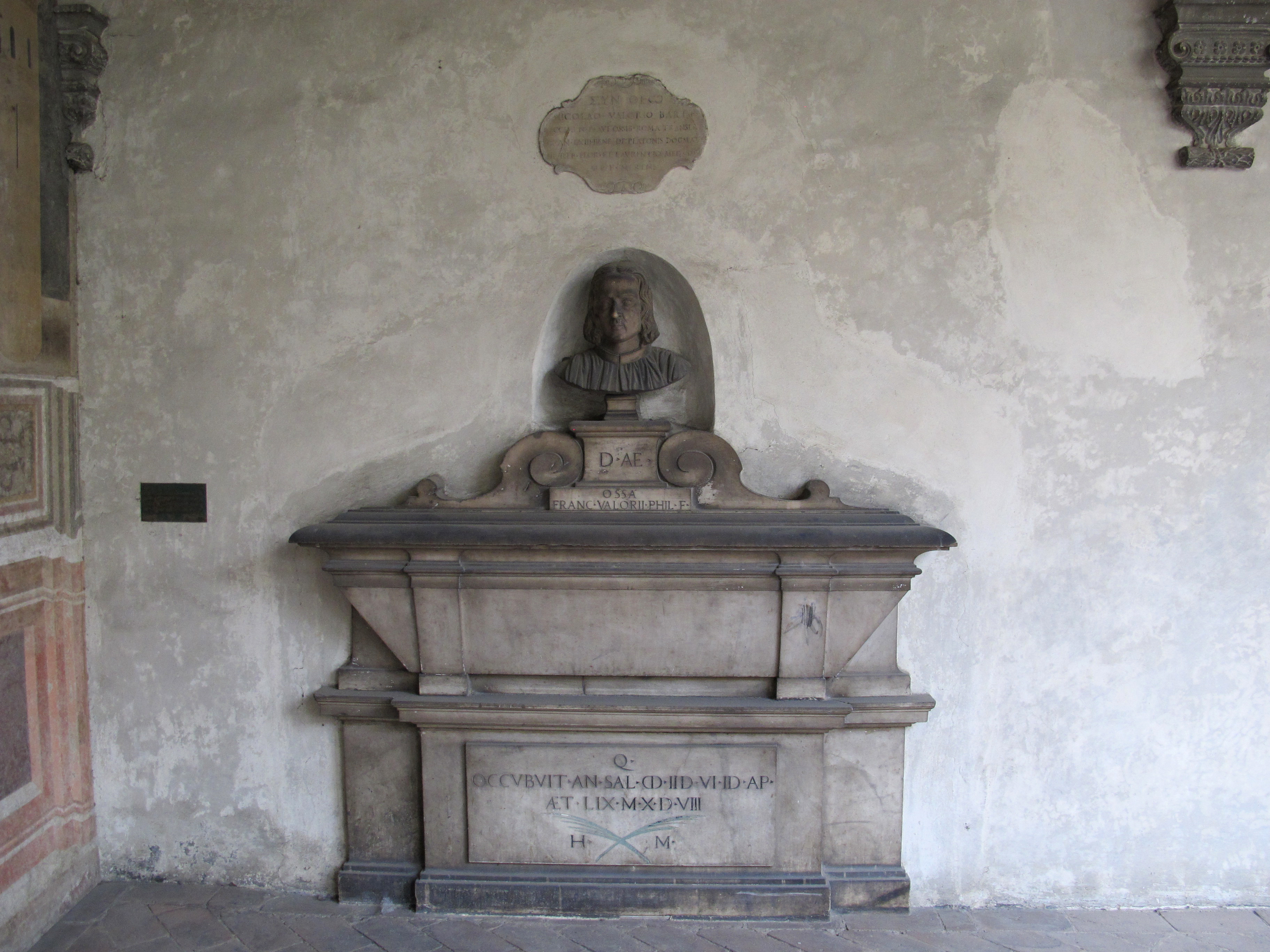
Tomba di Francesco Valori
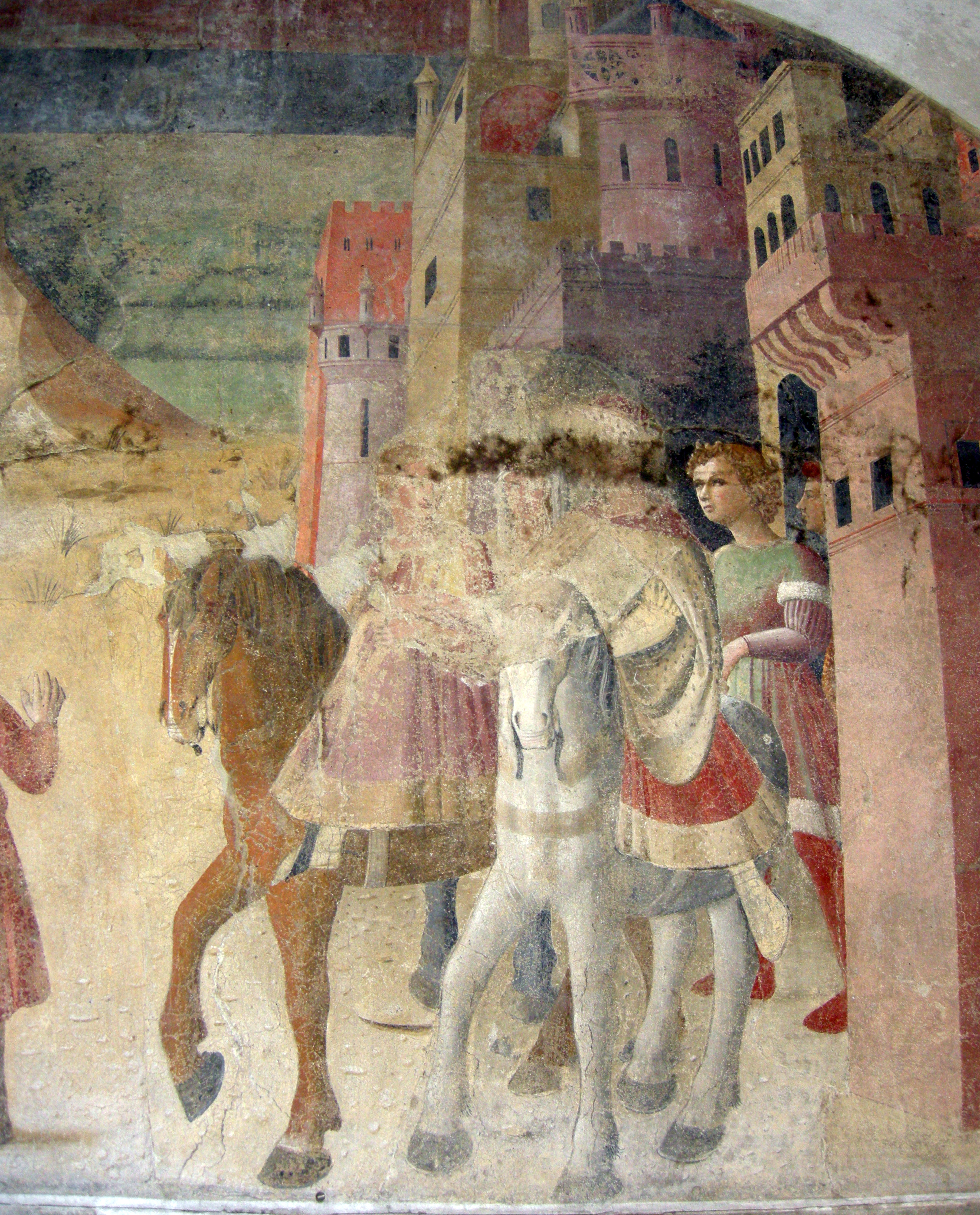
San Benedetto giovane parte per Roma, di Giovanni di Consalvo (particolare)
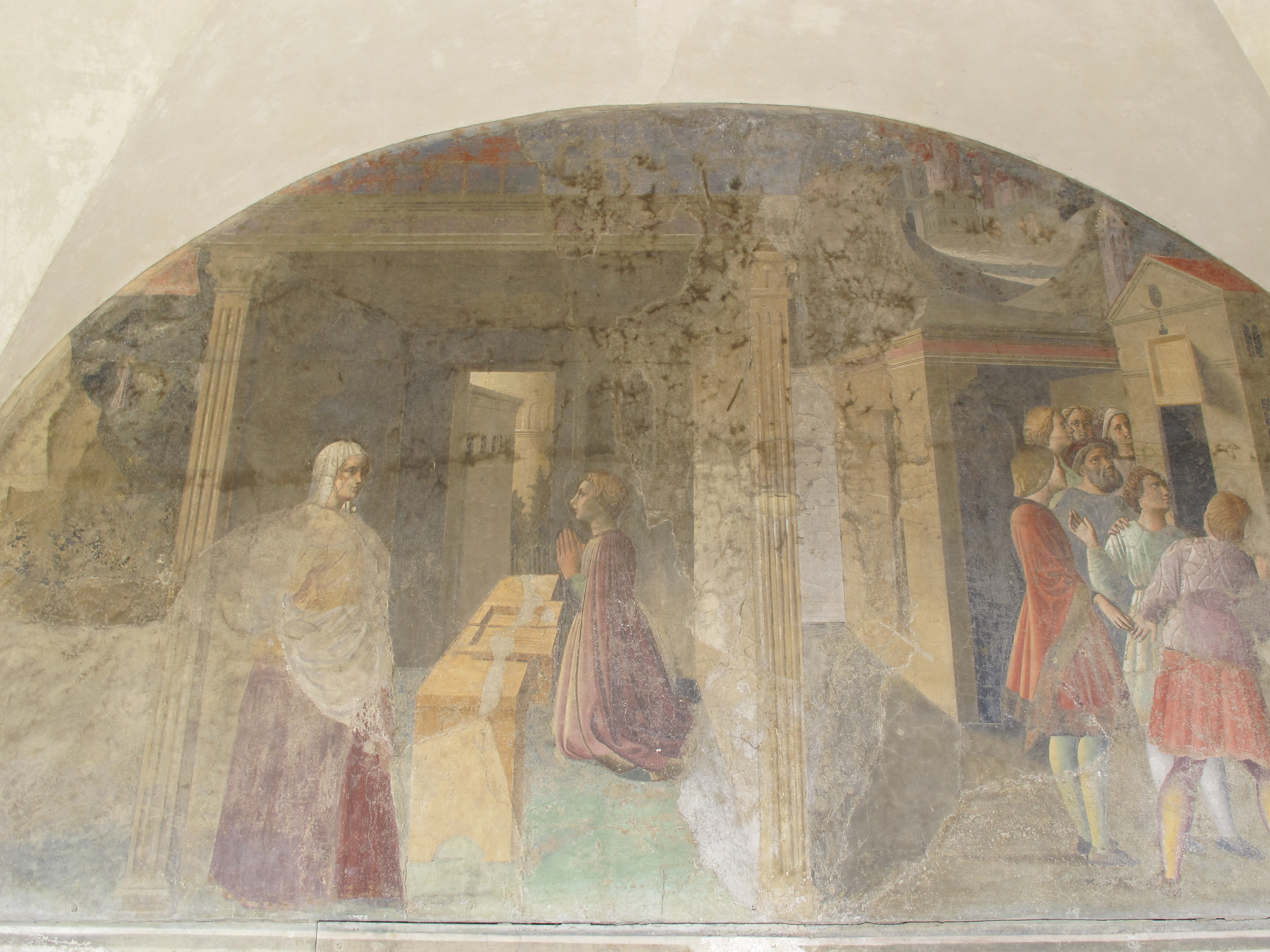
San Benedetto aggiusta il vaglio della nutrice, di Giovanni di Consalvo
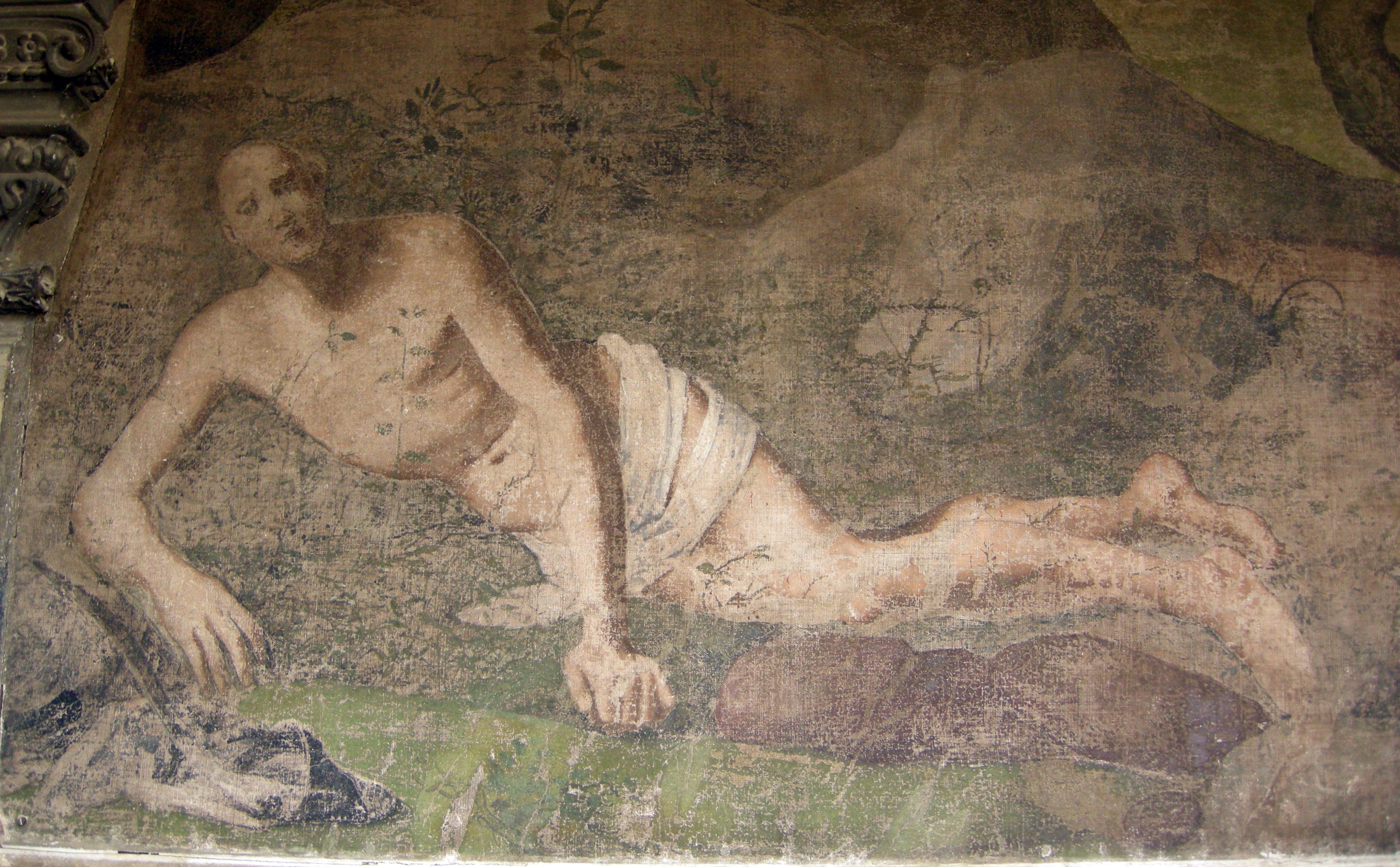
Benedetto si rotola nudo in un cespuglio di rovi per vincere la tentazione, di Agnolo Bronzino (particolare)
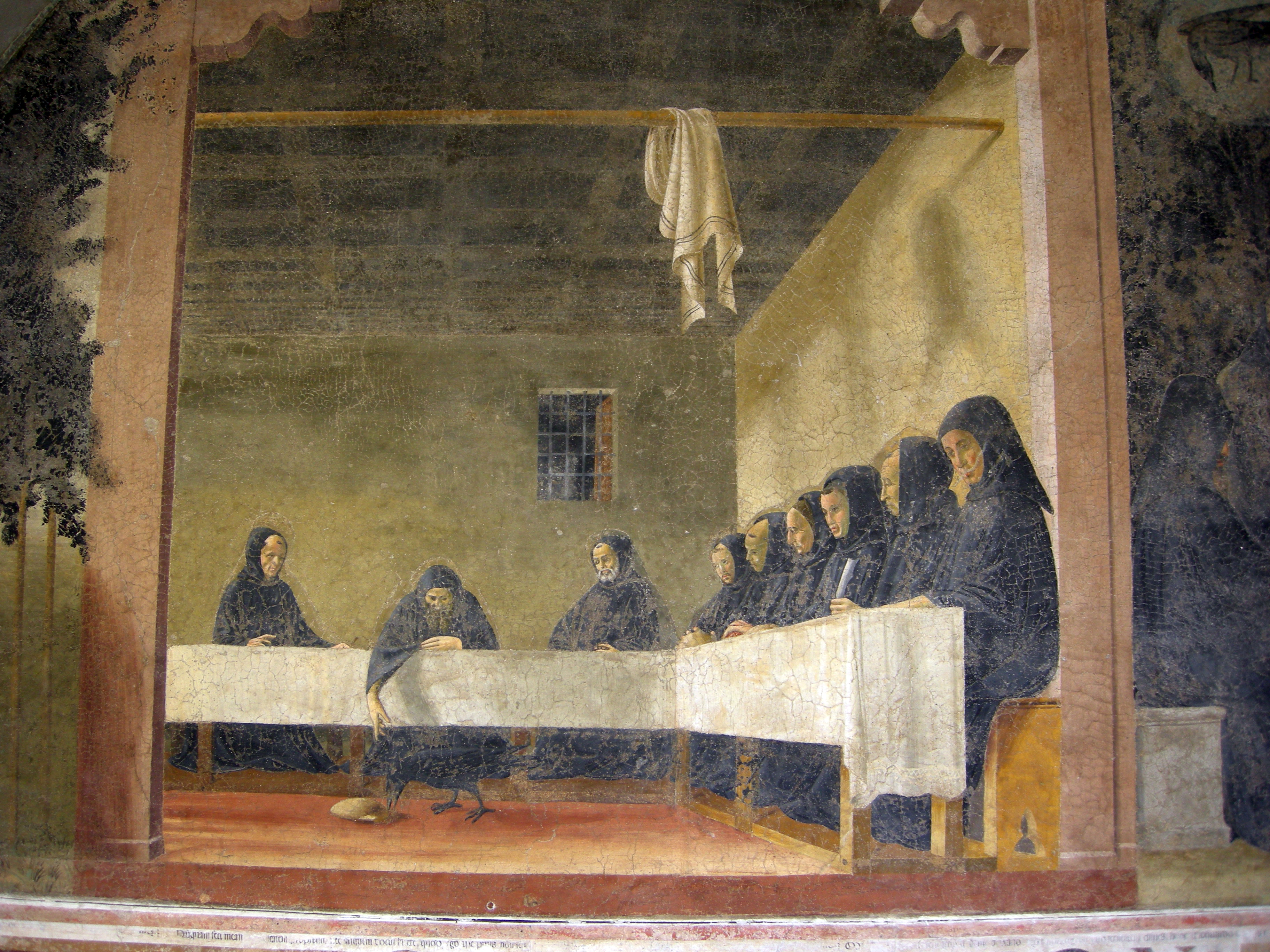
Un corvo mangia un pane avvelenato destinato a san Benedetto, di Giovanni di Consalvo (particolare)
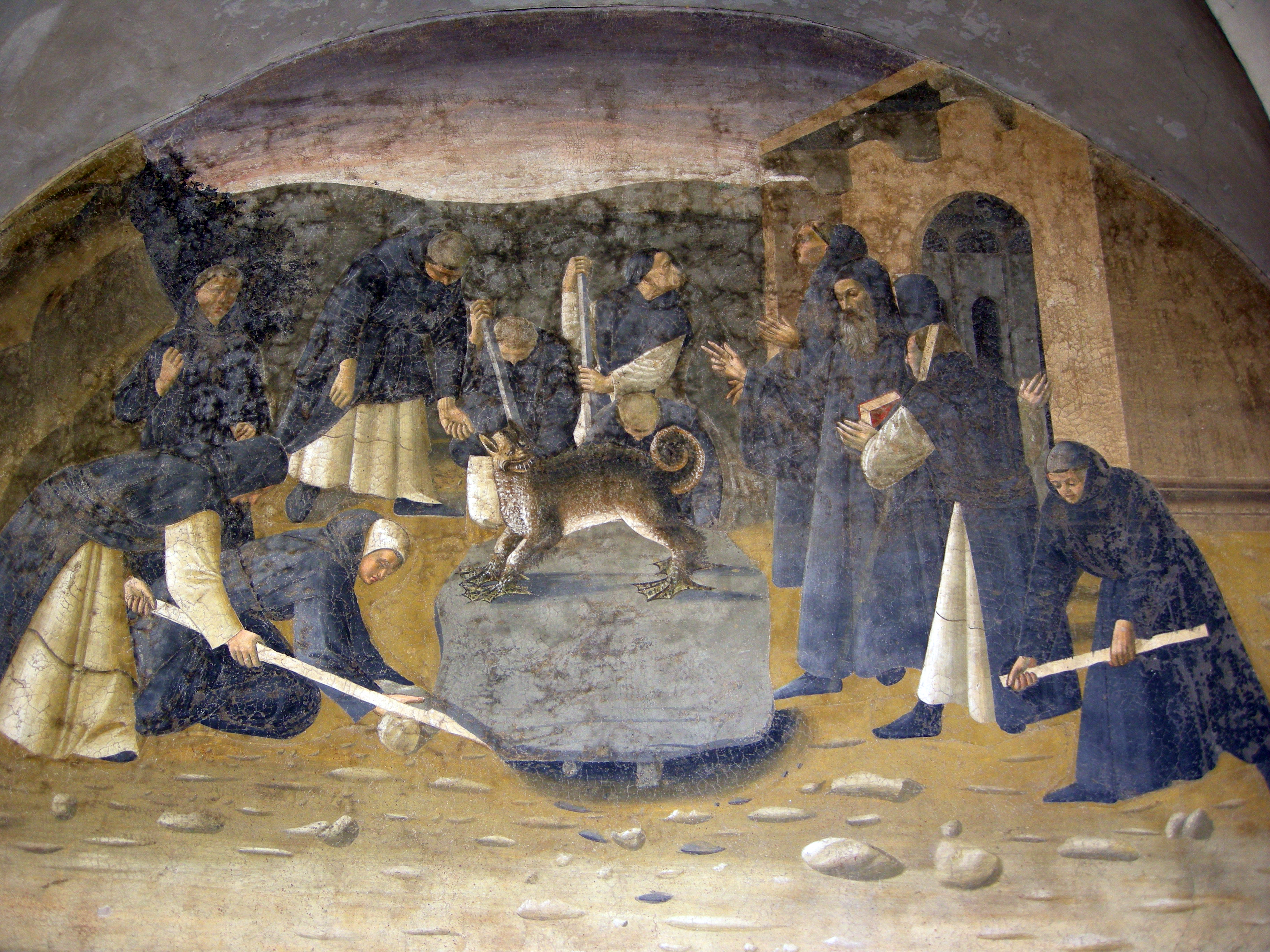
San Benedetto scaccia un diavolo che impediva ai monaci di sollevare una pietra, di Giovanni di Consalvo